# Tube Snake Boogie
«Tube Snake Boogie» (с англ. — «Буги змеи из штанов») — четырнадцатый сингл американской блюз-рок-группы ZZ Top, второй сингл альбома El Loco.

## О песне
Сингл записывался в 1981 году в ходе работы над альбомом El Loco.
Говоря о песне, первое о чём начинают рассуждать обозреватели — это о том, что имел в виду Гиббонс под словами «tube snake» и откуда появилось такое выражение вообще. Билли Гиббонс наконец внёс ясность: «Изначально это была доска для сёрфинга. Одному моему другу по понятным причинам понравилось звучание этого названия. Я так уверен, что это кузен „tube steak“» («tube steak», в переводе что-то вроде «сосиски» — идиома для обозначения полового члена). В песне речь идёт о трёх девушках, две из которых готовы исполнять такое буги всю ночь, а третья не любит такое буги, но любит её сестра. В общем, всё сходится к тому, что «Tube Snake Boogie» — это песня про буги на пенисе, танце, «который лучше танцевать голыми и лёжа».
Музыкально песня «весёлый, основанный на блюзе буги-рок», «мелодично ничем не примечательный блюз-рок». По мнению Роберта Кристгау эта песня — лучшая в альбоме; то же и по мнению обозревателя People, который назвал песню «для взрослых», «18+». Данью общим изменениям в стиле группы на этом альбоме стал вокал, который в песне электронно обработан: «Даже вокал извращённей, чем обычно. «Tube Snake Boogie» обнаруживает Билли поющего низко и гортанно c фэйзер и хорус-эффектами».
Песня была выпущена синглом в 1981 году, добралась до 4-й позиции в Rock Albums & Top Tracks и подобралась к горячей сотне в Bubbling Under Hot 100 Singles.

## Сторона «Б»
Сторона «Б» была представлена в разных вариантах. В США и Канаде на стороне «Б» располагалась песня «Heaven, Hell or Houston», во Франции были выпущены 7" и 12" синглы с песней «La Grange» на второй стороне, в Бельгии с песней «Don’t Tease Me».

## Участники записи
ZZ Top:
- Билли Гиббонс — гитара, вокал
- Дасти Хилл — бас-гитара
- Фрэнк Бирд — ударные, перкуссия

Технический состав:
- Билл Хэм — продюсер
- Терри Мэннинг — звукооператор

## Позиции в хит-парадах
Еженедельные чарты:
| Хит-парад (1981)                               | Позиция | Пребывание в чарте |
| ---------------------------------------------- | ------- | ------------------ |
| США (Billboard Bubbling Under Hot 100 Singles) | 103     | нет данных         |
| США (Billboard Rock Albums & Top Tracks)       | 4       | 17 недель          |